# Huittula
Huittula är en tätort (finska: taajama) i Valkeakoski stad (kommun) i landskapet Birkaland i Finland. Vid tätortsavgränsningen den 31 december 2021 hade Huittula 297 invånare och omfattade en landareal av 1,81 kvadratkilometer.